# Momčilo Krajišnik
Pour les articles homonymes, voir Krajišnik.
Momčilo Krajišnik, en serbe en écriture cyrillique : Момчило Крајишник, né le 20 janvier 1945 à Sarajevo (État indépendant de Croatie) et mort le 15 septembre 2020 à Banja Luka (république serbe de Bosnie, Bosnie-Herzégovine) est un dirigeant politique serbe de Bosnie-Herzégovine qui, avec Radovan Karadžić, cofonde le Parti démocratique serbe (SDS)[réf. nécessaire], parti nationaliste serbe de Bosnie.
Il est définitivement condamné par le Tribunal pénal international pour l'ex-Yougoslavie pour crimes contre l'humanité en 2009.

## Biographie

### Famille, carrière professionnelle et engagement politique
Economiste de formation, il rencontre Radovan Karadžić chez Energoinvest — une entreprise publique du secteur énergétique — où les deux hommes sont collègues. Dans les années 1980, alors que Momčilo Krajišnik est devenu directeur financier de ce complexe industriel, les deux amis sont emprisonnés pour des accusations de détournement de fonds visant la construction d'une maison pour chacun d'entre eux. S'ils sont relâchés faute de preuve, ceci leur permet de se présenter comme des « dissidents ». 
Il épouse[Quand ?] Milenka Micevic avec qui il a trois enfants.  
Entre 1990 et 1992, Momčilo Krajišnik est président de l'Assemblée populaire de la république serbe de Bosnie et membre de la présidence élargie de la république serbe de Bosnie.[réf. souhaitée]

### Guerre de Bosnie-Herzégovine
Au cours de la guerre de Bosnie-Herzégovine, Momčilo Krajišnik est l'un des architectes du nettoyage ethnique afin de constituer un Etat serbe « pur ». « Eminence grise » de Radovan Karadžić, il permet par exemple de maintenir le dialogue avec Slobodan Milošević lorsque les relations entre les deux hommes se dégradent.  
Pratiquant le pillage systématique des entrepôts passés sous contrôle serbe et contrôlant le trafic d'essence entre Belgrade et Pale, il en aurait partagé les bénéfices financiers avec Karadžić.  
En 1995, il participe aux négociations des accords de Dayton et se fait remarquer pour ses positions intransigeantes qui lui valent le surnom de « Mister no »,. Richard Holbrooke rapporte dans ses mémoires une réunion du 8 novembre qu'il qualifie de l'une des scènes les plus mémorables portant sur le sujet le plus épineux : celui du partage du territoire. Les américains invitent chacune des parties à faire une proposition sur carte. Alija Izetbegović exige alors — comme il l'a déjà fait à plusieurs reprises mais jamais directement devant la délégation des serbes de Bosnie — que Sarajevo soit unifié. Momčilo Krajišnik ne pouvant supporter une telle idée se lève de la table, enragé, et frappe la carte avec son point, probablement à l'endroit où se situe la ferme de cinq hectares dont il est propriétaire, en criant : « J'ai vécu dans ce lieu toute ma vie et je ne l'abandonnerai jamais. Cette terre est à nous. Nous ne pouvons pas la perdre ». Richard Holbrooke conclut que les américains comprennent à ce moment-là qu'il est impossible d'avancer dans une telle rencontre et qu'il convient de ne plus réunir dans la même pièces tant de protagonistes. Il ajoute qu'à partir de cette date, les voix de Momčilo Krajišnik et de ses collègues ne sont plus écoutées à la table des négociations. Réputé pour ses techniques d'obstruction, il persiste jusqu'au dernier moment en refusant de signer le plan de paix le matin du 21 novembre 1995 retardant ainsi la cérémonie officielle d'échange de paraphes. 

### Responsabilités politiques après la guerre
Après la guerre, il continue de contrôler les rouages du SDS en gardant notamment la main sur les nominations. Elu membre de la présidence tripartite de Bosnie-Herzégovine en 1996, il est battu aux élections de 1998. Durant ces deux années, représentant la mouvance « dure » de Pale, il s'affronte avec Biljana Plavšić sur les relations à entretenir avec Slobodan Milošević ; il reproche également à la présidente de la république de Bosnie la politique de coopération mise en œuvre à la suite des accords de paix tandis que cette dernière l'accuse de malversations.

### Poursuites par le Tribunal pénal international pour l'ex-Yougoslavie
Inculpé secrètement par le TPIY en février 2000, il est arrêté au mois d'avril par des troupes françaises — Commando Hubert et 13e RDP — agissant sous commandement de la SFOR alors qu'il se terre à Pale chez ses parents,,.
En 2006, le tribunal le déclare coupable de crimes contre l'humanité consistant notamment en des persécutions, expulsions, actes inhumains (déplacements forcés de civils musulmans et croates dont femmes, enfants et personnes âgées). Les faits concernent de nombreuses localités de Bosnie-Herzégovine et sont relatifs, pour certains, au massacre de Bijeljina. Il est en revanche acquitté du crime de génocide en raison du manque de preuves et des chefs de crimes de guerre. Initialement condamné à vingt-sept ans d'emprisonnement, le quantum  est réduit à vingt ans en appel trois ans plus tard. Il purge sa peine dans la prison de haute sécurité de Belmarsh.

### Libération et fin de vie à Pale
La juridiction internationale lui accorde une libération anticipée en 2013 après avoir purgé un tiers de sa peine et il retourne vivre à Pale où il est accueilli en héros. Cet événement démontre une fois de plus que les conclusions du TPIY sont rejetées sur l'ancien théâtre de commission des crimes où beaucoup voient une « conspiration internationale anti-serbe » dans les jugements rendus. Momčilo Krajišnik continue, jusqu'à la fin de sa vie, à défendre la théorie d'une « Grande Serbie » et préside l’« Association des créateurs de la République serbe » qui promeut la politique de « nettoyage ethnique » menée pendant la guerre. Il décède en septembre 2020 à Banja Luka des suites de la Covid-19.